# 米格雷
米格雷（法語：Migré，法語發音：[miɡʁe]）是法国滨海夏朗德省的一个市镇，位于该省北部，属于圣让当热利区。

## 地理
米格雷（46°4'28"N, 0°33'28"W）面积14.3 平方千米，位于法国新阿基坦大区滨海夏朗德省，该省份为法国西部滨海省份，北起旺代省，西临大西洋，南至吉倫特省，东南接多爾多涅省，东北接德塞夫勒省接壤，东临夏朗德省。
与米格雷接壤的市镇（或旧市镇、城区）包括：贝尔奈圣马尔坦、库朗、米尼翁河畔德伊、洛宰、圣费利、韦尔涅、孔泰斯新城。

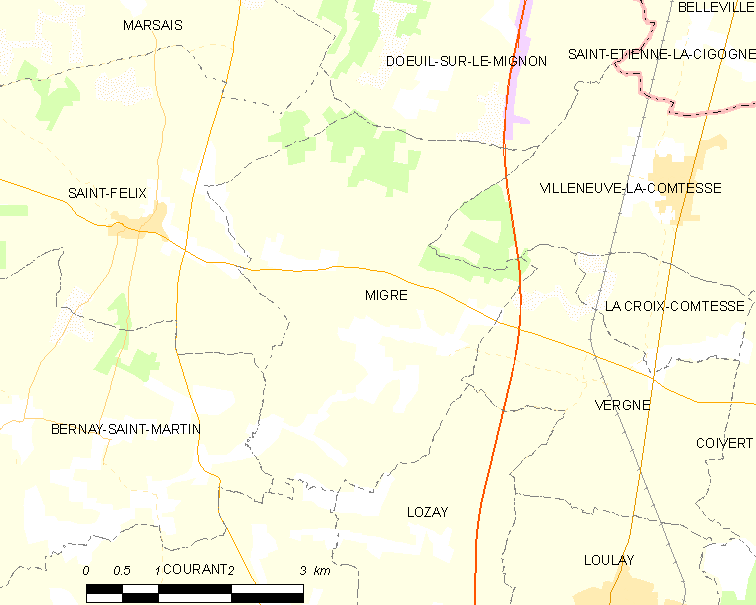
米格雷的OSM定位图

米格雷的时区为UTC+01:00、UTC+02:00（夏令时）。

## 行政
米格雷的邮政编码为17330，INSEE市镇编码为17234。

## 政治
米格雷所属的省级选区为圣让当热利县。

## 人口

1962-2008年间米格雷人口变化图示

米格雷于2022年1月1日时的人口数量为354人。